# 钱骥
钱骥（1917年12月27日—1983年8月28日），男，江苏金坛人，中国近代地球物理学家、气象学家与航天专家，中国科学院“651”人造卫星设计院技术负责人，与赵九章等同为中国人造卫星事业的先驱和奠基人。除英年早逝的姚桐斌外，他是唯一一位不是中国科学院院士的“两弹一星元勋”。

## 生平
1943年毕业于国立中央大学师范学院理化系，留校在物理系任助教。1949年后，历任中国科学院地球物理研究所室副主任、主任，七机部第五研究院卫星总体设计部主任等职。1965年提出《我国第一颗人造卫星方案设想》的报告，并负责组建卫星总体设计机构，是中国第一颗卫星东方红一号方案的总体负责人。其后为回收型卫星的研制做了大量技术和组织领导工作。文革時，研究院人员被打倒。而錢驥是院長趙九章多年的“狐友”和“黑干將”，也就順理成章地被批斗。
造反派來抄家，摔壞了他的東西，甚至撕碎了他最喜歡的趙九章為他書寫的字幅，他還是不吭一聲。錢驥似乎在一夜之間便失去了語言的功能，就此保住一命。1999年被中国政府追认为两弹一星功勋奖章获得者。

## 关联条目
- 中国航天史
- 东方红人造卫星系列